# Igors Kazanovs
Igors Kazanovs, (en français : Igor Kazanov) né le 24 septembre 1963 à Daugavpils, alors Dvinsk en URSS, est un athlète de nationalité lettonne et d'ethnie russe spécialiste du 60 et du 110 m haies.
Représentant l'Union soviétique durant les années 1980 jusqu'au début des années 1990, il s'est illustré sur 60 m haies en remportant quatre médailles d'or lors des Championnats d'Europe en salle, et en montant à deux reprises sur un podium des Championnats du monde en salle. Il a également participé à deux finales mondiales sur 110 m haies, terminant 5e en 1987 et 6e en 1993.

## Palmarès
- Championnats du monde en salle 1989 à Budapest :
  -  Médaille de bronze du 60 m haies
- Championnats du monde en salle 1991 à Séville :
  -  Médaille d'argent du 60 m haies
- Championnats d'Europe en salle
  -  Médaille d'or du 60 m haies en 1990, 1992, 1996 et 1998.